# Epilobium rechingeri
Epilobium rechingeri är en dunörtsväxtart som beskrevs av John Earle Raven. Epilobium rechingeri ingår i släktet dunörter, och familjen dunörtsväxter. Inga underarter finns listade i Catalogue of Life.